# تيم فارمر
تيم فارمر (بالإنجليزية: Tim Farmer)‏ هو مقدم تلفزيوني أمريكي، ولد في 18 مارس 1964 في لويفيل في الولايات المتحدة.